# ستاتهاودر

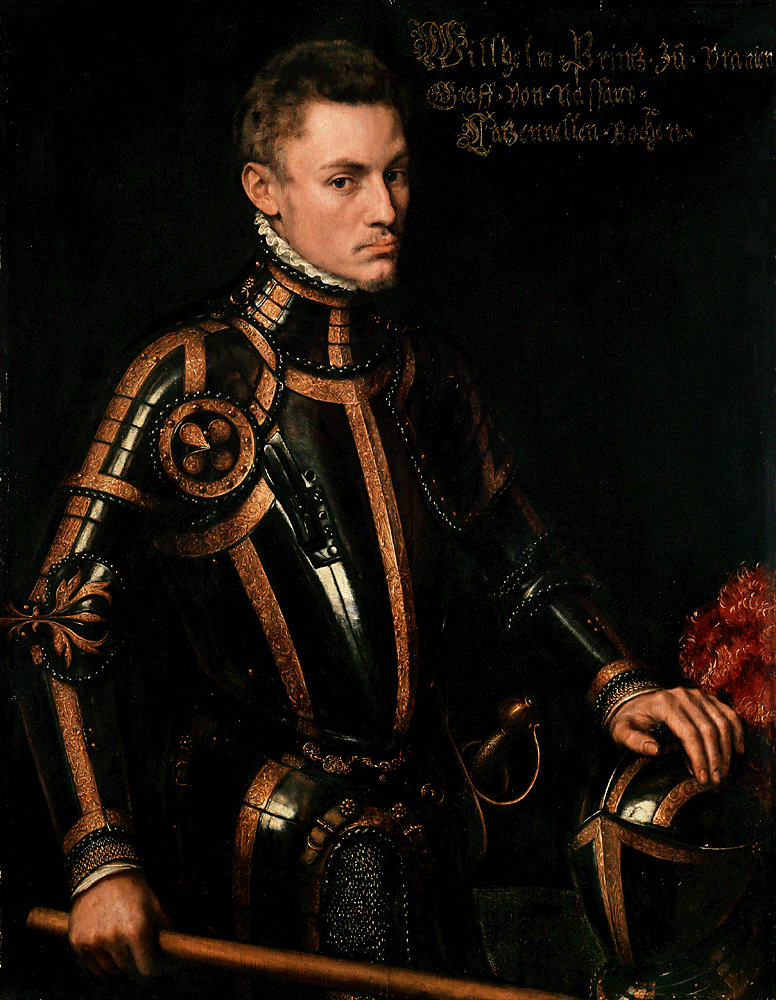
ويليام الصامت كان أمين مدينة الثورة الهولندية ضد الإمبراطورية الإسبانية.

في البلدان المنخفضة، ستاتهاودر أو الحاكم العام، وتعني حرفياً أمين المدينة (بالهولندية: stadhouder)‏، تنطق بالهولندية: [ˈstɑtˌɦʌudər]) هي وظيفة في العصور الوسطى والتي تطورت في القرن 16، و17 و18 إلى نوع غريب من وظيفة رأس الدولة الوراثية في الواقع  للنظام الملكي الجمهوري لجمهورية هولندا. فهي تتشابه مع الوظيفة الفرنسية الملازم ووظيفة الملازم اللورد في إنجلترا في القرن ال16 . بالإضافة إلى ذلك، مهام هذه الوظيفة الحفاظ على السلام والنظام الإقليمي في جمهورية هولندا المبكرة. والملكية هي سليلة منصب أول أمين مدينة للجمهورية الشابة ويليام الصامت. الذي قاد الثورة الهولندية الناجحة ضد الإمبراطورية الإسبانية.